# Парадокс Ґреллінґа — Нельсона
Парадокс Ґреллінґа — Нельсона сформульовано в 1908 році Куртом Ґреллінґом та Леонардом Нельсоном, часом його авторство помилково приписують німецькому філософу та математику Герману Вайлю, та використовують термін «парадокс Вайля». Цей парадокс аналогічний парадоксові Цирульника, парадоксові брехуна і парадоксові Рассела. 

## Означення
Визначимо атрибути «автологічний» (використовують також синонім бларді, англ. blardy) і «гетерологічний» таким чином:
- Слово є автологічним тоді і тільки тоді, коли воно описує самого себе.

Наприклад, багатоскладовий є автологічним.
- Слово є гетерологічним тоді і тільки тоді, коли воно не описує самого себе.

Наприклад, односкладовий є гетерологічним.
Парадокс полягає в наступному: чи є слово «гетерологічний» гетерологічним? 
Запитання не має відповіді: 
якщо так, тоді воно є автологічним (описує самого себе), а отже НЕ гетерологічним;
якщо ні, то воно є гетерологічним за визначенням.

## Формально-множинне означення та наслідки для теорії множин
Скористаємось для зручності синонімом бларді для автологічний. Це штучне слово було винайдене саме для демонстрації парадоксу Ґреллінґа-Нельсона.
У термінах теорії множин, бларді можна визначити таким чином: для властивості {\displaystyle x}, нехай {\displaystyle S(x)} це множина слів або фраз {\displaystyle S} така, що всі вони посідають властивість {\displaystyle x}:
1. S(«багатоскладовий») множина всіх багатоскладових слів, тоді S("багатоскладовий")={багато, велосипед,...}.
2. Подібним чином, S(«римується з Ківалов»)={Кідалов,...}.

Атрибут {\displaystyle x} є бларді якщо {\displaystyle x\in S(x)}, та антибларді якщо {\displaystyle x\notin S(x)}
Теорема: Існують слова що не є ні бларді, ані антибларді. Приклад: «бларді».
Доведення від супротивного: Припустимо, «бларді» є бларді. Тоді S(бларді) містить «бларді». Тоді «антибларді» належить S(антибларді), і звідси є по означенню бларді. Отже, «антибларді» є і бларді і антибларді, що є суперечністю.
Тепер припустимо, що «бларді» є антибларді. Тоді «антибларді» не є антибларді, а отже бларді. По означенню, S(антибларді) тоді містить «антибларді», отже «антибларді» є як антибларді так і бларді знову, що є суперечністю.
Дана теорема доводить неможливість розбиття множини на підмножини що містять самі себе та підмножини що не містять самі себе. Дивись також парадокс Рассела.

## Приклади

### Гетерологічні слова/вирази
- Абревіатура
- Дієслово
- Множина
- Помилковий
- Синій
- Англійський

### Автологічні слова/вирази
- Багатоскладовий
- Іменник
- Український
- English
- Синій — в даному контексті
- Елемент списку — в даному контексті
- Останній елемент списку — в даному контексті